# 摔角觀察員通訊
摔角觀察員通訊（英語：Wrestling Observer Newsletter，簡稱：WON），由美國人戴夫·梅爾策於1982年成立，是報導職業摔角及綜合格鬥的時事通訊。摔角觀察員通訊每年都會選出摔角界的標誌性人物列入WON名人堂（WON Hall of Fame）。《職業摔角畫報》亦將此列表視為己出。
2008年6月12日，摔角觀察員通訊併購了布萊恩·阿爾瓦雷斯的Figure Four Weekly網站，在發行了25年紙本通信後，首次提供網上訂閱服務。

## 外部連結
- Home of the Wrestling Observer Live radio show （页面存档备份，存于）
- Official website of the Wrestling Observer （页面存档备份，存于）